# Winston Moss
(en) Statistiques sur pro-football-reference
Winston N. Moss (né le 24 décembre 1965 à Miami en Floride) est un joueur et entraineur américain de football américain. Il est l'actuel entraîneur des Wildcats de Los Angeles en XFL.

## Carrière

### Joueur
Après avoir fait ses études à l'université de Miami, Moss est sélectionné lors du draft de la NFL de 1987 par les Buccaneers de Tampa Bay au cinquantième choix. Lors de sa première saison, il marque le seul touchdown de sa carrière après avoir récupéré un fumble. En 1988, il devient un élément de l'équipe-type, effectue lors de la saison 1989 5,5 sacks et intercepte une passe lors de la saison 1990.
En 1991, il quitte Tampa Bay pour les Raiders de Los Angeles où il fait quatre saisons, étant titulaire au poste de linebacker. En 1995, il s'engage avec les Seahawks de Seattle et met un terme à sa carrière après la saison 1997.

### Entraineur
Tout juste retraité, Moss reste avec les Seahawks et devient lors de la saison 1998 assistant du contrôle de la qualité offensive. Il ne reste à ce poste qu'une saison. En 2000, il revient sur le bord du terrain en étant assistant de la qualité défensive mais remplace en cours de route John Bunting qui laisse son poste d'entraineur des linebackers vacant après son départ pour entrainer l'université de Caroline du Nord.
Le 19 janvier 2006, il s'engage avec les Packers de Green Bay, occupant toujours le poste d'entraineur des linebackers. L'entraineur Mike McCarthy fait de lui son assistant le 15 janvier 2007, remplaçant Bob Slowik, mais gardant toujours son poste avec les linebackers.